# Rashid Ramzi
Rashid Ramzi (Safi, 17 juli 1980) is een Bahreins middellangeafstandsloper van Marokkaanse afkomst, die op de wereldkampioenschappen van 2005 in Helsinki een gouden medaille op zowel de 800 m als de 1500 m won. Hij is daarmee de eerste atleet die op een wereldkampioenschap deze beide afstanden won. Hij heeft op de 1500 m met 3.29,14 het Aziatisch record in handen. Hij nam tweemaal deel aan de Olympische Spelen en hield daar aanvankelijk een gouden medaille aan over. Totdat hij een jaar nadien werd betrapt op een overtreding van het dopingreglement. Als gevolg hiervan werd hij alsnog gediskwalificeerd en kon hij zijn olympische medaille weer inleveren.

## Biografie
Op de wereldindoorkampioenschappen van 2004 in Boedapest won Ramzi een zilveren medaille op de 800 m. Ook veroverde hij dat jaar een gouden medaille op zowel de 800 m als de 1500 m op de Aziatische indoorkampioenschappen. Op de Olympische Spelen van Athene in 2004 werd hij elfde op de 1500 m in 3.44,60.
Op de WK van 2007 in Osaka sneuvelde hij met 1.47,76 in de halve finale op de 800 m en won met 3.35,00 een zilveren medaille op de 1500 m. Een jaar later concentreerde Rashid Ramzi zich op de Olympische Spelen in Peking op de 1500 m en met succes: hij werd in 3.32,94 olympisch kampioen en versloeg in de eindsprint de Keniaan Asbel Kiprop, die 3.33,11 liet noteren. De Nieuw-Zeelander Nicolas Willis veroverde het brons in 3.34,16.
Op 28 april 2009 werd bekend dat er bij extra controles op dopingmonsters van de Olympische Spelen van 2008 zes sporters positief waren bevonden op de nieuwe variant van epo, Cera. Het Nationaal Olympisch Comité van Bahrein meldde een dag later dat Ramzi een van deze sporters was. Ramzi ontkende de beschuldigingen en vroeg een contra-expertise aan. Op 18 november 2009 werd bekendgemaakt dat hij zijn gouden plak moest inleveren wegens het gebruik van verboden middelen, nadat ook de contra-expertise positief was gebleken. Daarnaast legde de IAAF hem een startverbod op van twee jaar, ingaande op 3 mei 2009 en eindigend op 2 mei 2011.

## Titels
- Olympisch kampioen 1500 m - 2008
- Wereldkampioen 800 m - 2005
- Wereldkampioen 1500 m - 2005
- Aziatische Spelen kampioen 1500 m - 2002
- Aziatisch kampioen 1500 m - 2003
- Aziatisch indoorkampioen 800 m - 2004
- Aziatisch indoorkampioen 1500 m - 2004
- Pan-Arabisch kampioen 1500 m - 2003

## Persoonlijke records
Outdoor
| Onderdeel   | Prestatie    | Datum        | Plaats |
| ----------- | ------------ | ------------ | ------ |
| 800 m       | 1.44,05      | 17 juli 2006 | Madrid |
| 1500 m      | 3.29,14 (AR) | 14 juli 2006 | Rome   |
| 1 Eng. mijl | 3.51,33      | 4 juni 2005  | Eugene |
| 2 Eng. mijl | 8.13,16      | 8 juni 2006  | Eugene |
| 5000 m      | 13.10,72     | 13 juli 2008 | Tanger |

Indoor
| Onderdeel | Prestatie | Datum        | Plaats    |
| --------- | --------- | ------------ | --------- |
| 800 m     | 1.46,15   | 7 maart 2004 | Boedapest |
| 1500 m    | 3.37,15   | 7 maart 2008 | Valencia  |

## Prestatieontwikkeling
| Jaar | 800 meter (in minuten) | 1500 meter (in minuten) |
| ---- | ---------------------- | ----------------------- |
| 2002 | 1.47,12                | 3.44,85                 |
| 2003 | -                      | 3.39,30                 |
| 2004 | 1.46,15 (indoor)       | 3.30,25                 |
| 2005 | 1.44,24                | 3.30,00                 |
| 2006 | 1.44,05                | 3.29,14                 |
| 2007 | 1.45,64                | 3.35,00                 |
| 2008 | -                      | 3.32,86                 |
| 2009 | -                      | -                       |
| 2010 | -                      | -                       |
| 2011 | -                      | -                       |
| 2012 | -                      | -                       |
| 2013 | -                      | 3.51,63                 |
| 2014 | -                      | 3.40,95                 |
| 2015 | -                      | 3.37,59                 |

## Palmares

### 800 m
- 2004:  Aziatische indoorkamp. - 1.48,03
- 2004:  WK indoor - 1.46,15
- 2005:  WK - 1.44,24

### 1500 m
Kampioenschappen
- 2002:  Aziatische kamp. - 3.46,41
- 2002:  Aziatische Spelen - 3.47,33
- 2003:  Gulf Cooperation Council - 4.09,98
- 2003:  Aziatische kamp. - 3.41,66
- 2003:  Pan-Arabische kamp. - 3.53,18
- 2004:  Aziatische indoorkamp. - 3.55,73
- 2004: 11e in ½ fin. OS - 3.44,60 (in serie 3.37,93)
- 2005:  WK - 3.37,88
- 2005: 8e Wereldatletiekfinale - 3.36,88
- 2007:  WK - 3.35,00
- 2008: 5e WK indoor - 3.40,26
- 2008:  OS - 3.32,94

Golden League-podiumplekken
- 2004:  Golden Gala – 3.30,25
- 2005:  Golden Gala – 3.30,00
- 2005:  Memorial Van Damme – 3.32,81
- 2006:  Golden Gala – 3.29,14

### veldlopen
- 2005: 32e WK (korte afstand) - 12.22

1983 Willi Wülbeck ·
1987 Billy Konchellah ·
1991 Billy Konchellah ·
1993 Paul Ruto ·
1995 Wilson Kipketer ·
1997 Wilson Kipketer ·
1999 Wilson Kipketer ·
2001 André Bucher ·
2003 Djabir Saïd-Guerni ·
2005 Rashid Ramzi ·
2007 Alfred Kirwa Yego ·
2009 Mbulaeni Mulaudzi ·
2011 David Rudisha ·
2013 Mohammed Aman · 
2015 David Rudisha · 
2017 Pierre-Ambroise Bosse · 
2019 Donavan Brazier · 
2022 Emmanuel Korir · 
2023 Marco Arop
1983 Steve Cram ·
1987 Abdi Bile ·
1991 Noureddine Morceli ·
1993 Noureddine Morceli ·
1995 Noureddine Morceli ·
1997 Hicham El Guerrouj ·
1999 Hicham El Guerrouj ·
2001 Hicham El Guerrouj ·
2003 Hicham El Guerrouj ·
2005 Rashid Ramzi ·
2007 Bernard Lagat ·
2009 Yusuf Saad Kamel ·
2011 Asbel Kiprop ·
2013 Asbel Kiprop ·
2015 Asbel Kiprop ·
2017 Elijah Manangoi ·
2019 Timothy Cheruiyot ·
2022 Jake Wightman ·
2023 Josh Kerr